# Liste der Monuments historiques in Larmor-Baden
Die Liste der Monuments historiques in Larmor-Baden führt die Monuments historiques in der französischen Gemeinde Larmor-Baden auf.

## Liste der Bauwerke
| Bezeichnung             | Beschreibung | Standort            | Kennzeichnung | Schutzstatus | Datum | Bild |
| ----------------------- | ------------ | ------------------- | ------------- | ------------ | ----- | ---- |
| Tumulus von Etal-Berder |              | Etal-Berder (Lage)  | PA00091356    | Inscrit      | 1960  |      |
| Tumulus von Gavrinis    |              | Île Gavrinis (Lage) | PA00091357    | Classé       | 1901  |      |